# Pigoraptor
Pigoraptor ist eine Gattung einzelliger, einfach begeißelter (uniflagellarer) Protisten.
Die beweglichen (motilen) Geißelzellen sind länglich-oval oder rundlich. Die glatte Geißel dieser Schwimmzellen entspringt aus einem Punkt in der Mitte der Seite, ist nach hinten gerichtet, und endet in einem langen Acronem.
Die Zellen sind nackt (ohne Schale oder Schuppen – Testa bzw. Theca), manchmal bilden sie kurze, dünne Pseudopodien aus.
Pigoraptor kann Zellverbände (Cluster) aus mehreren Einzelzellen bilden.
Die Gattung ernährt sich räuberisch, zu ihrer Beute gehören heterotrophe Metakinetoplastina (ehem. Bodonida),
vor allem sich langsam bewegende und unbewegliche Zellen oder Zysten.
Typusart ist T. vietnamica .

## Beschreibung

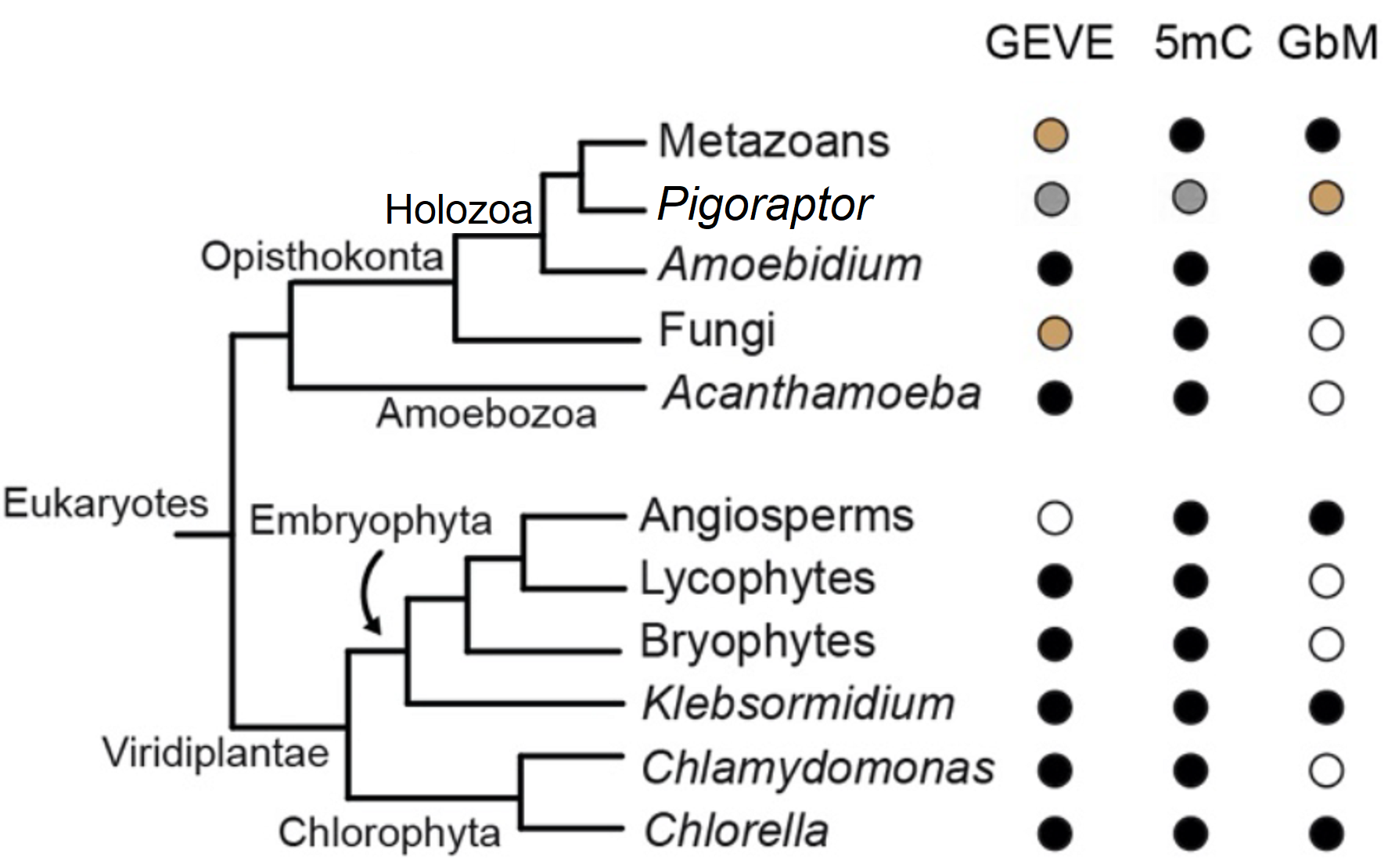
Kladogramm mit den Abstammungslinien, in denen große Giant Virus Endogenization Events (GEVEs) beschrieben wurden, sowie das Vorkommen von 5mC und Genkörper-Methylierungsmustern (GbM). Dunkle Punkte stehen für Vorkommen, weiße Punkte für Fehlen, graue Punkte für hohe Wahrscheinlichkeit und braune Punkte für fehlende Daten/Studien.

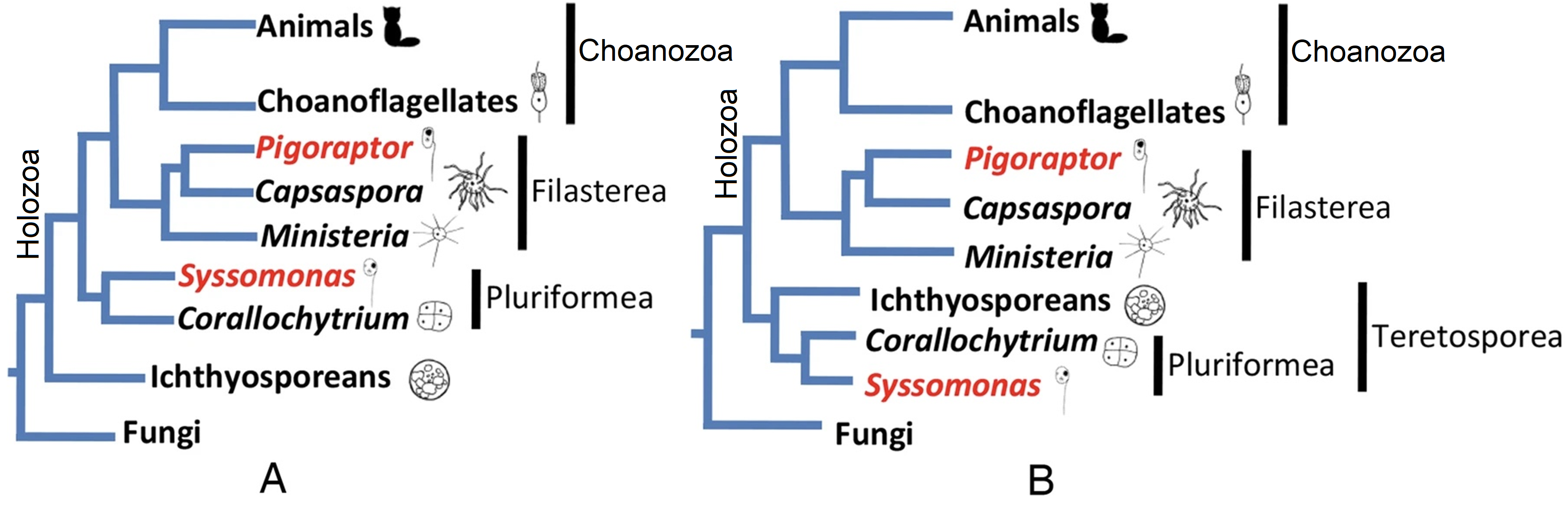
Schematische Darstellung der möglichen phylogenetischen Position von Pigoraptor und verwandten Gattungen.
A: Pluriformea als Schwesterklade zu einer die Tiere, Choanoflagellaten und Filasterea (einschließlich Pigoraptor) umfassenden Klade (nach Hehenberger et al.),
B: Pluriformea als Schwesterstamm zu Ichthyosporea innerhalb von Teretosporea (Teretosporea-Hypothese nach López-Escardó et al.).
Hervorgehoben sind die neuen Gattungen Syssomonas und Pigoraptor.

Pigoraptor vietnamica und P. chileana gehören verwandtschaftlich zu den Filasterea, und sind vermutlich auch verwandt mit Syssomonas multiformis (eine Spezies, die in phylogenomischen Analysen mit der Gattung mit Corallochytrium eine neue Klade Pluriformea bildet). Alle drei Arten sind räuberische Flagellaten, die relativ große eukaryotische Einzeller erbeuten, und alle drei scheinen auch eine komplexe Lebensgeschichte mit mehreren unterschiedlichen Stadien, einschließlich multizellulärer Cluster, aufzuweisen.

## Lebenszyklus

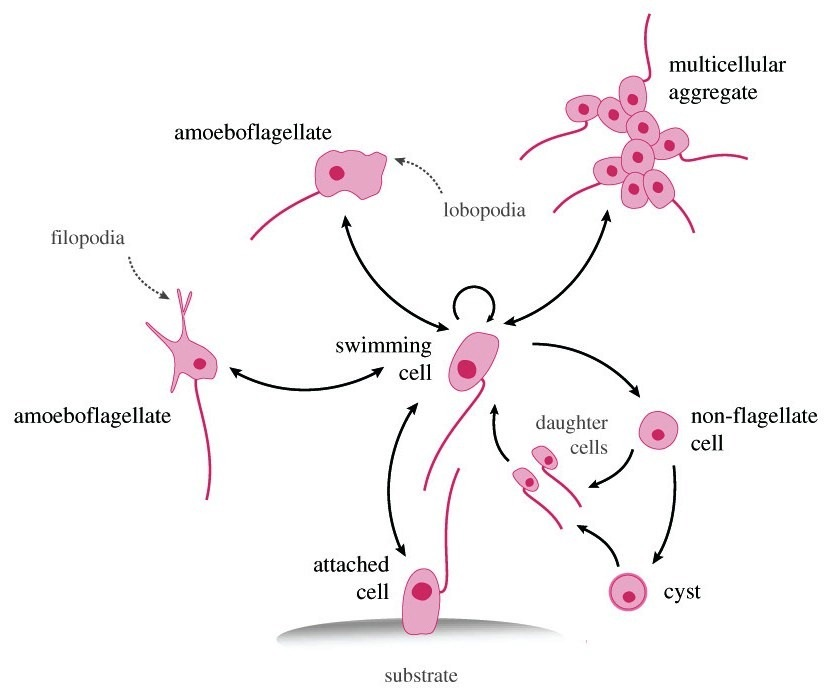
Lebenszyklus und -phasen von P. vietnamica

Mutmaßliche Lebensstadien von Pigoraptor vietnamica: Schwimmende Geißelzellen (Flagellaten) können lange, dünne, manchmal verzweigte Filopodien bilden, die sich am Substrat anheften können. Die Geißelzellen können manchmal auch breite Lobopodien aufweisen. Sie können ihre Geißel zurückziehen und rundlich werden, um sich entweder in zwei Tochter-Geißelzellen zu teilen oder in ein zystisches Stadium überzugehen. Daraus können wiederum zwei begeißelte Tochterzellen entstehen. Die Zellen können auch locker zusammenhängende Zellverbände bilden, die sich gemeinsam ernähren und leicht wieder zerfallen.
Die Lebensstadien von Pigoraptor chileana sind denen von P. vietnamica sehr ähnlich, aber P. chileana zeigt eine viel geringere Fähigkeit zur Bildung von Filopodien und Lobopodien (solche Stadien sind bei P. chileana extrem selten).

## Arten
Artenliste gemäß der Taxonomie des National Center for Biotechnology Information (NCBI):
Gattung Pigoraptor Tikhonenkov, Hehenberger, Mylnikov & Keeling 2017
- Pigoraptor chileana Tikhonenkov, Hehenberger, Mylnikov & Keeling 2017 [Opisthokonta sp. DVT-2017b] (Abkürzung Pchii[5])
  - Referenzstamm: Opistho-2 – Typlokalität: Bodensedimente einer temporär überfluteten Wiese (d. h. Süßwasser) in der Nähe des Lago Blanca,[6] Feuerland (Chile).
- Pigoraptor vietnamica Tikhonenkov, Hehenberger, Mylnikov & Keeling 2017 [Opisthokonta sp. DVT-2017a] (Typusart, Abkürzung Pviei[5])
  - Referenzstamm: Opistho-1 – Typlokalität: Süßwasserreservoir Dak Minh[7] (Schlicksand am Uferbereich), Provinz Đắk Lắk, Südvietnam.

## Etymologie
Der Gattungsname Pigoraptor setzt sich zusammen aus lateinisch piger, deutsch ‚faul‘, englisch lazy und raptor, deutsch ‚räuber‘, englisch predator, bedeutet also „fauler Räuber“.
- Das Art-Epitheton vietnamica ist neulateinisch und bedeutet ‚aus Vietnam‘ oder ‚zu Vietnam gehörig‘, ‚in Vietnam lebend‘.
- Analog bedeutet das Art-Epitheton chileana ‚aus Chile‘, ‚zu Chile gehörig‘ oder ‚in Chile lebend‘.[1]

## Kultivierung und Sequenzierung
Bei den Klonen (Stämmen) Opistho-1 und Opistho-2 (von P. vietnamica respektive P. chileana) wurde wie folgt vorgegangen:
Zwanzig Einzelzellen jedes Klons (bei Opistho-1 nochmals zusätzlich elf Einzelzellen) wurden in 0,2 mℓ dünnwandige Mikroreaktionsgefäße (PCR-Gefäße) übertragen, die 2 μℓ Zelllyse-Puffer enthielten.
Die Sequenzierung wurde dann auf der Plattform Illumina MiSeq mit Leselängen von 300 bp durchgeführt.

## Genom und Transkriptionsfaktoren
Die Untersuchung von Genen, die mit der Multizellularität von Tieren in Verbindung stehen, ergab, dass diese neuen Filasterea ein ähnliches Repertoire an Genen zur Zelladhäsion aufweisen wie andere Arten dieser Gruppe.
Im Jahr 2024 fanden Gao et al. heraus, dass einige einzellige Holozoa Sox-artige Gene besitzen. D. h. sie kodieren Proteine, die wie der Transkriptionsfaktor Sox-2 DNA binden. Unter diesen Holozoa befanden sich neben den Choanoflagellaten Mylnosiga fluctuans (Myflui) und Salpingoeca helianthica (Salheli) auch Filasterea wie die beiden Spezies (Pvie und Pchii) von Pigoraptor.
Die Sox-HMG-Sequenzen von Pvie, Pchi, Myflu und Salhel bilden eine Schwesterklade zu den tierischen Sox-Genen. Bekannte Sox-ähnliche Sequenzen aus anderen Choanoflagellaten (und erst recht Filasterea) zeigen dagegen eine geringere Verwandtschaft und größere Abweichungen, befinden sich also außerhalb der Sox-Hauptklade.
Dies deutet darauf hin, dass
- die Sox-Gene bereits vor dem letzten gemeinsamen Vorfahren der mehrzelligen Tiere (Metazoa) entstanden sind, und
- viele einzellige Holozoa ihre Sox-Gene entweder verloren haben, oder dass diese degeneriert sind.

Alle Aminosäuren, die für das sequenzspezifische Auslesen von Basen in modernen Sox-Proteinen entscheidend sind, sind auch in den Sox-Varianten von Pvie, Pchi, Myflu und Salhel konserviert.
Dies ließ die Vermutung aufkommen, dass diese Sox-Varianten auch die gleichen DNA-Motive binden können wie ihre Gegenstücke in Säugetieren.
Um diese Vermutung zu testen, wählten Gao et al. repräsentative Sox-Sequenzen von Einzellern aus. Unter diesen befanden sich insbesondere Pchi (als Filasterea-Mitglied) und Salhel (als Choanoflagellat). Es stellte sich schließlich heraus, dass diese Proteine eine Sequenzspezifität aufweisen, die sich nicht vom Sox2 von Mäusen unterscheidet.

## Bildergalerie

Pigoraptor vietnamica
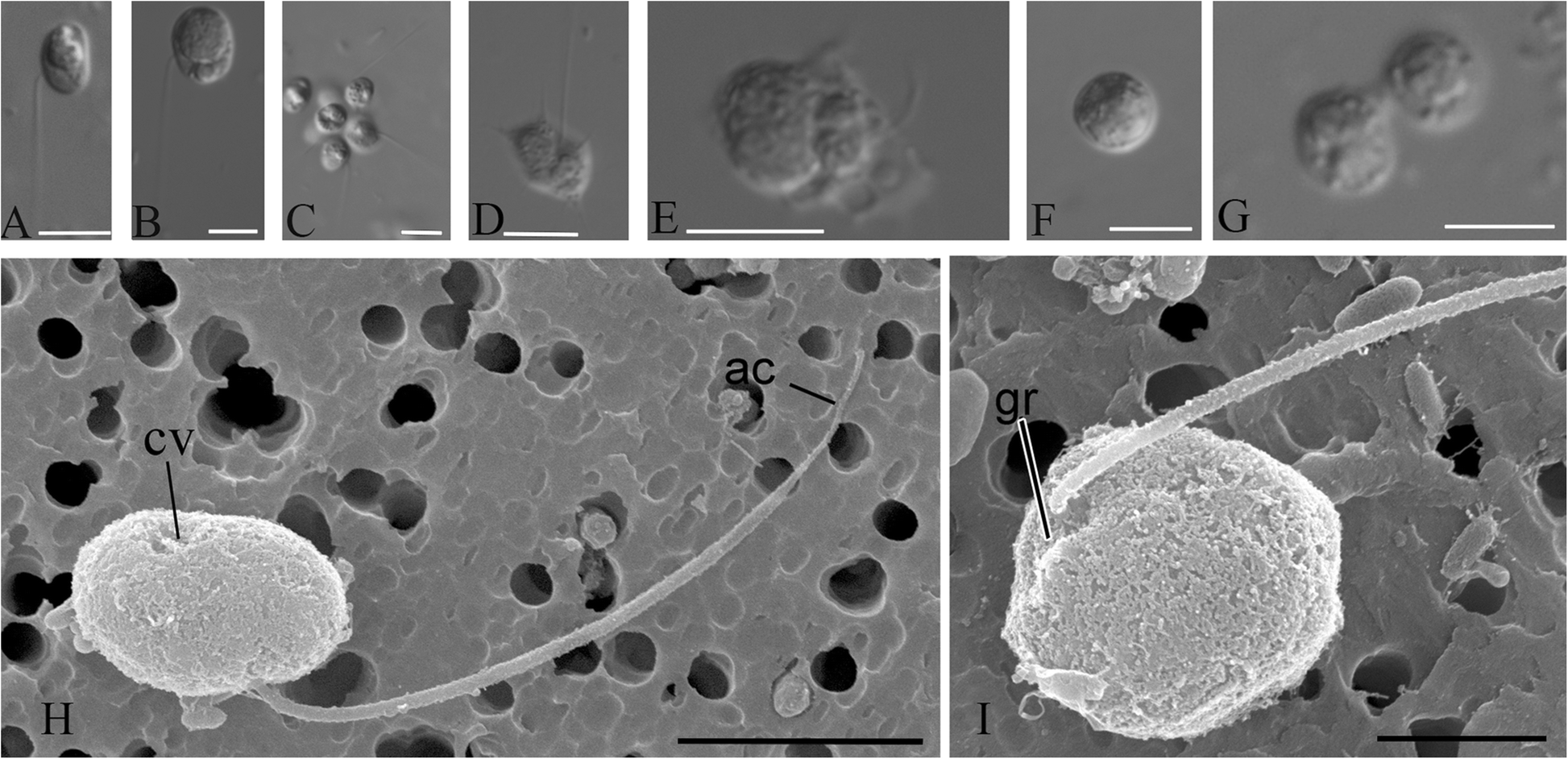
Morphologie und Lebensformen[A. 5]
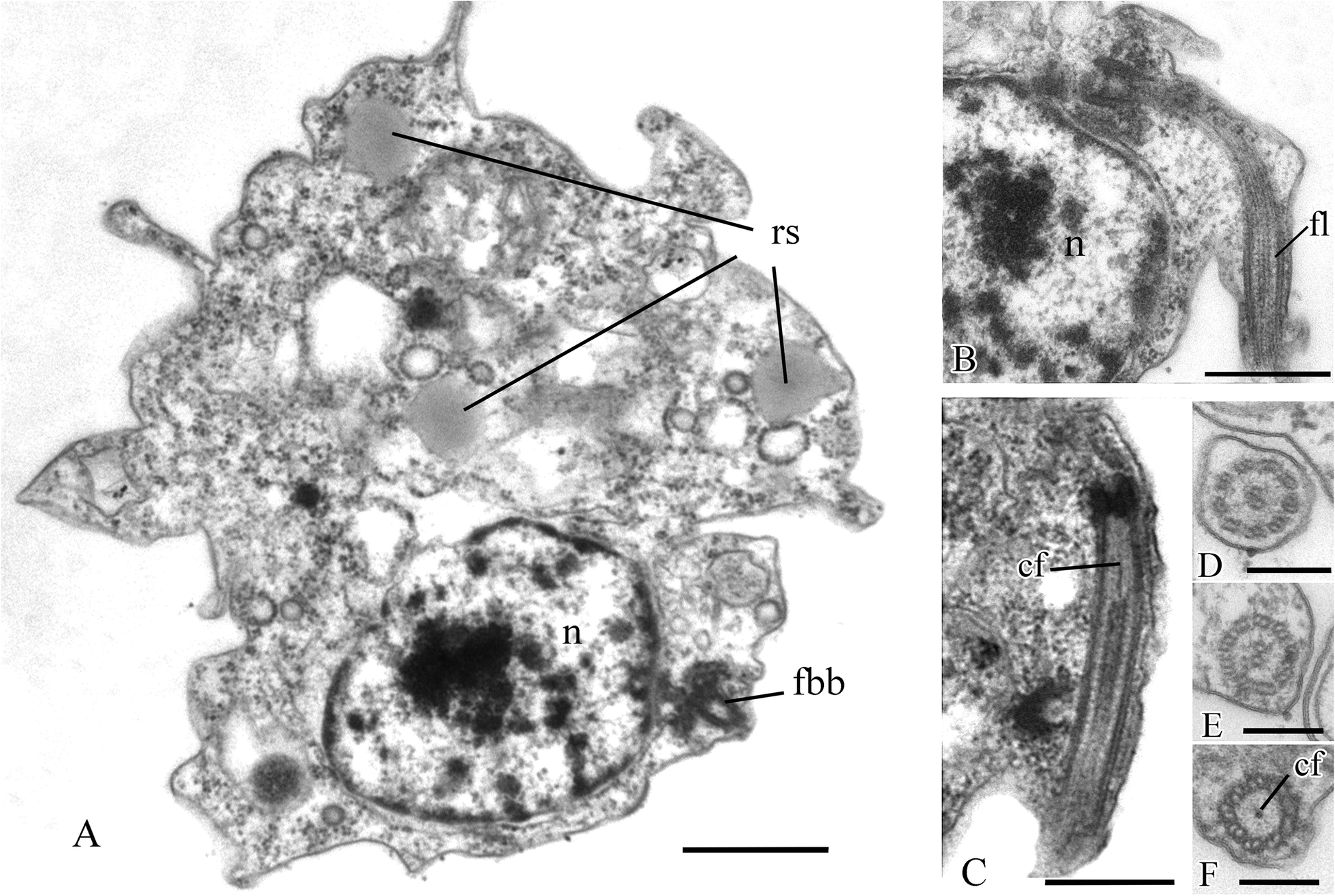
Gesamtansicht und Geißelstruktur[A. 6]
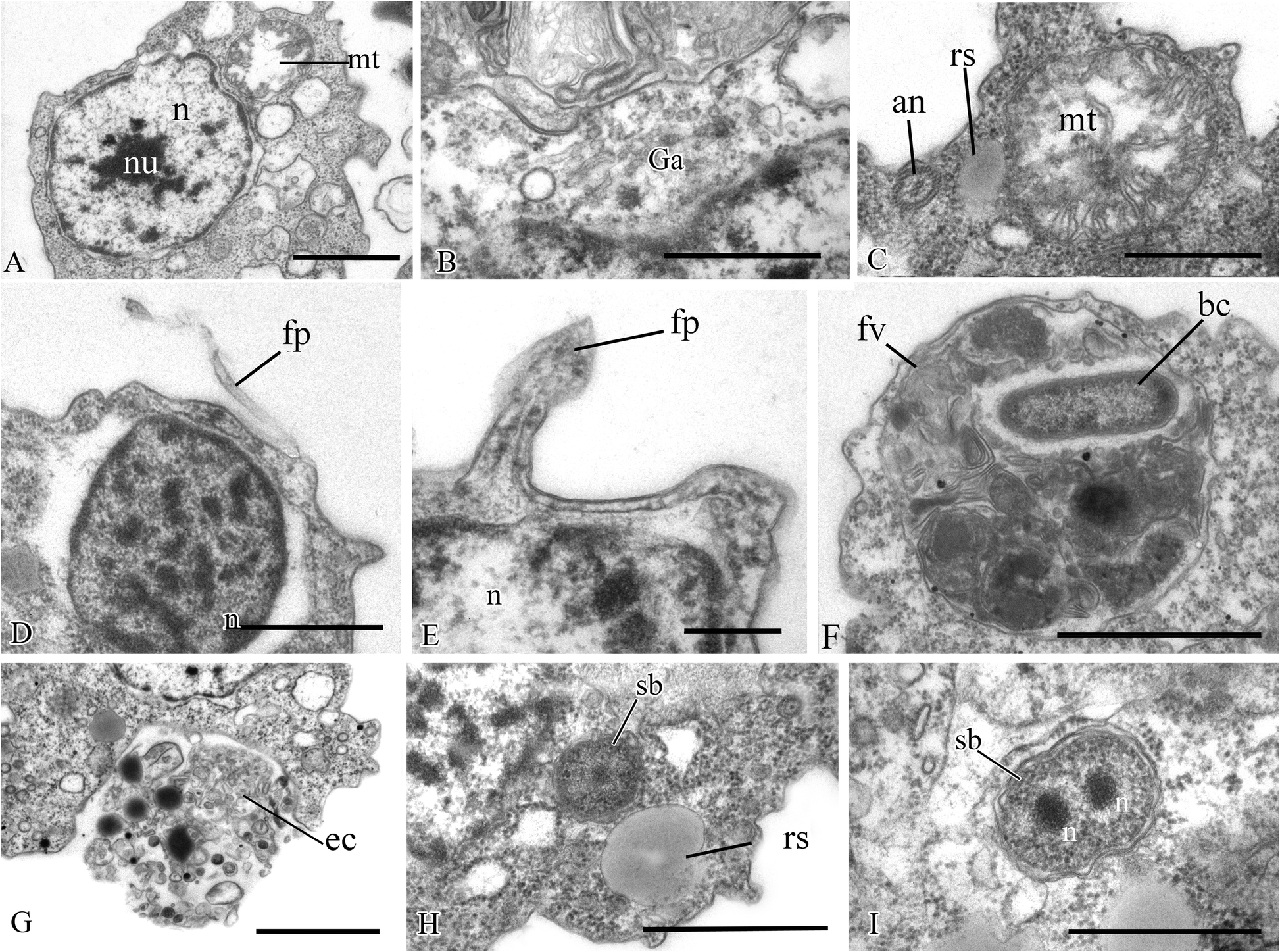
Schnitte des Zellkerns und anderer Strukturen[A. 7]
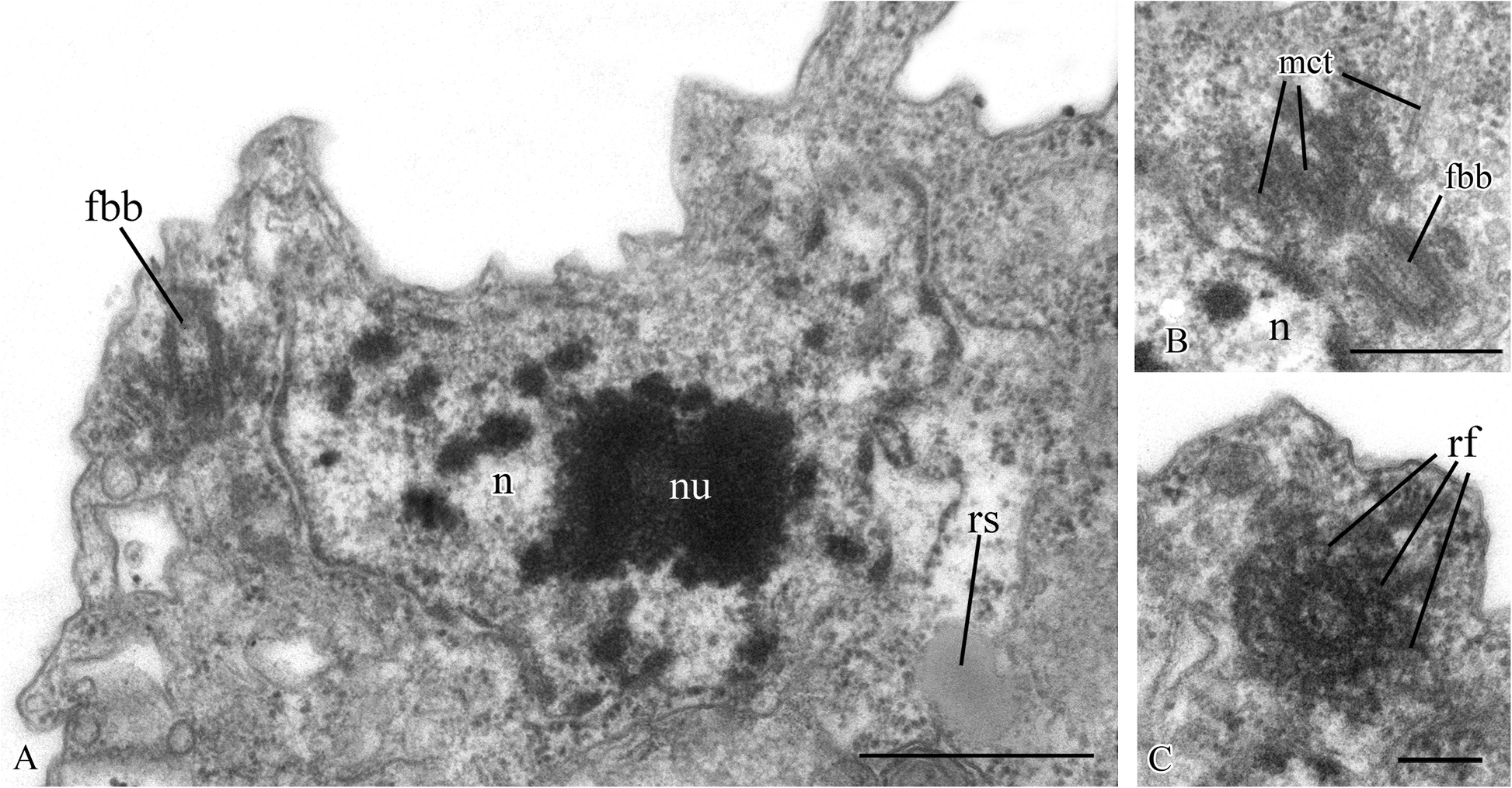
Zellkern und Anordnung der Basalkörper[A. 8]
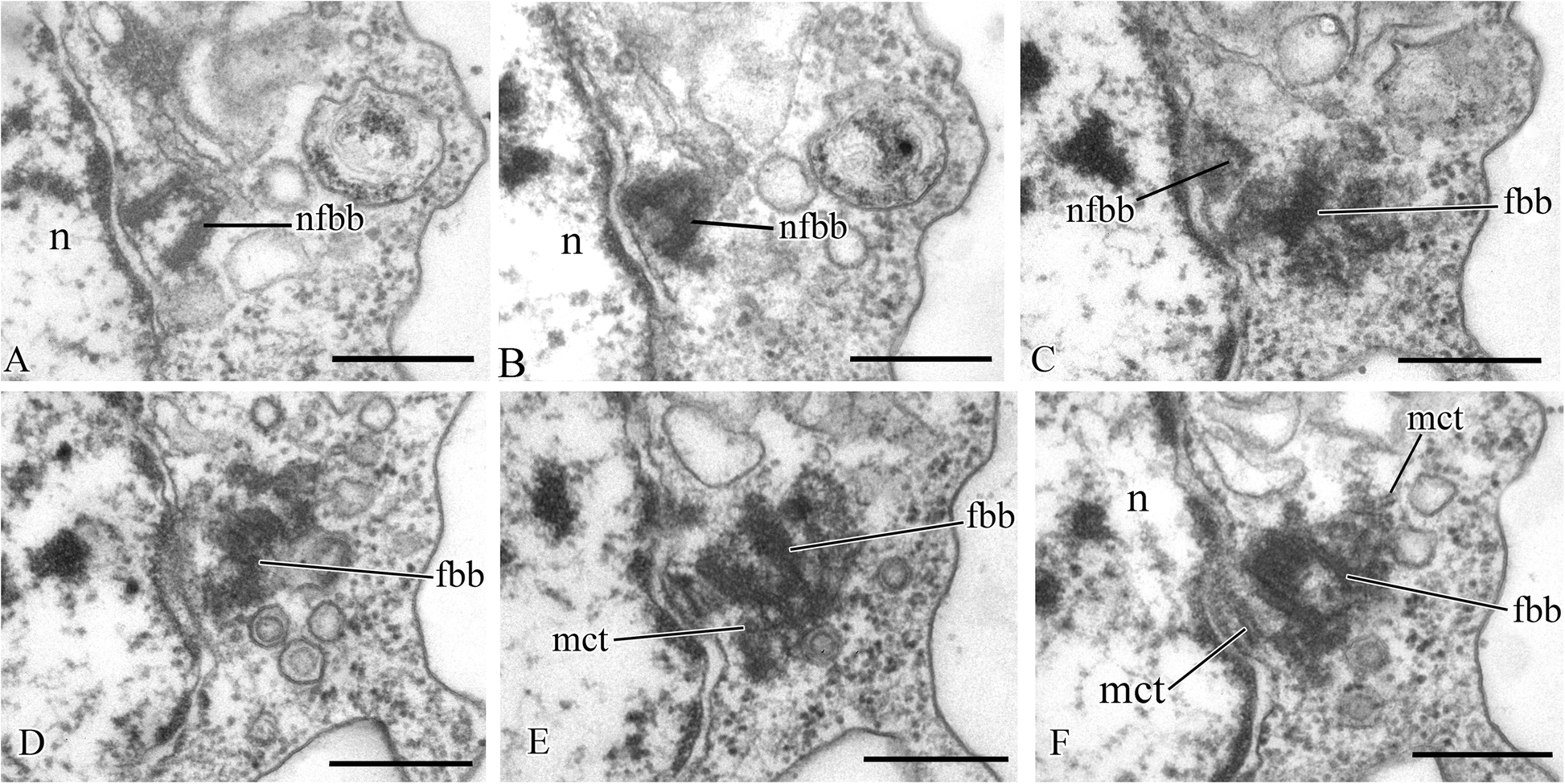
Anordnung der beiden Basalkörper relativ to zueinander (Serienschnitte).[A. 9]

Pigoraptor chileana
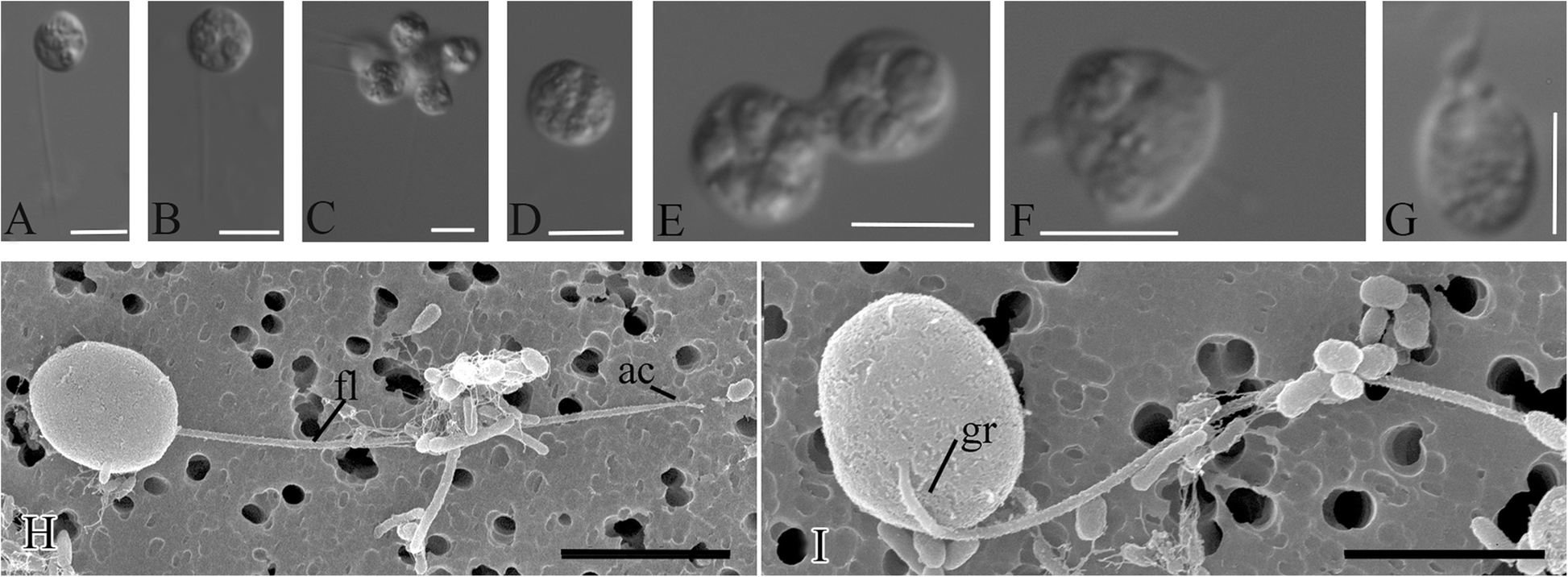
Morphologie und Lebensformen[A. 10]
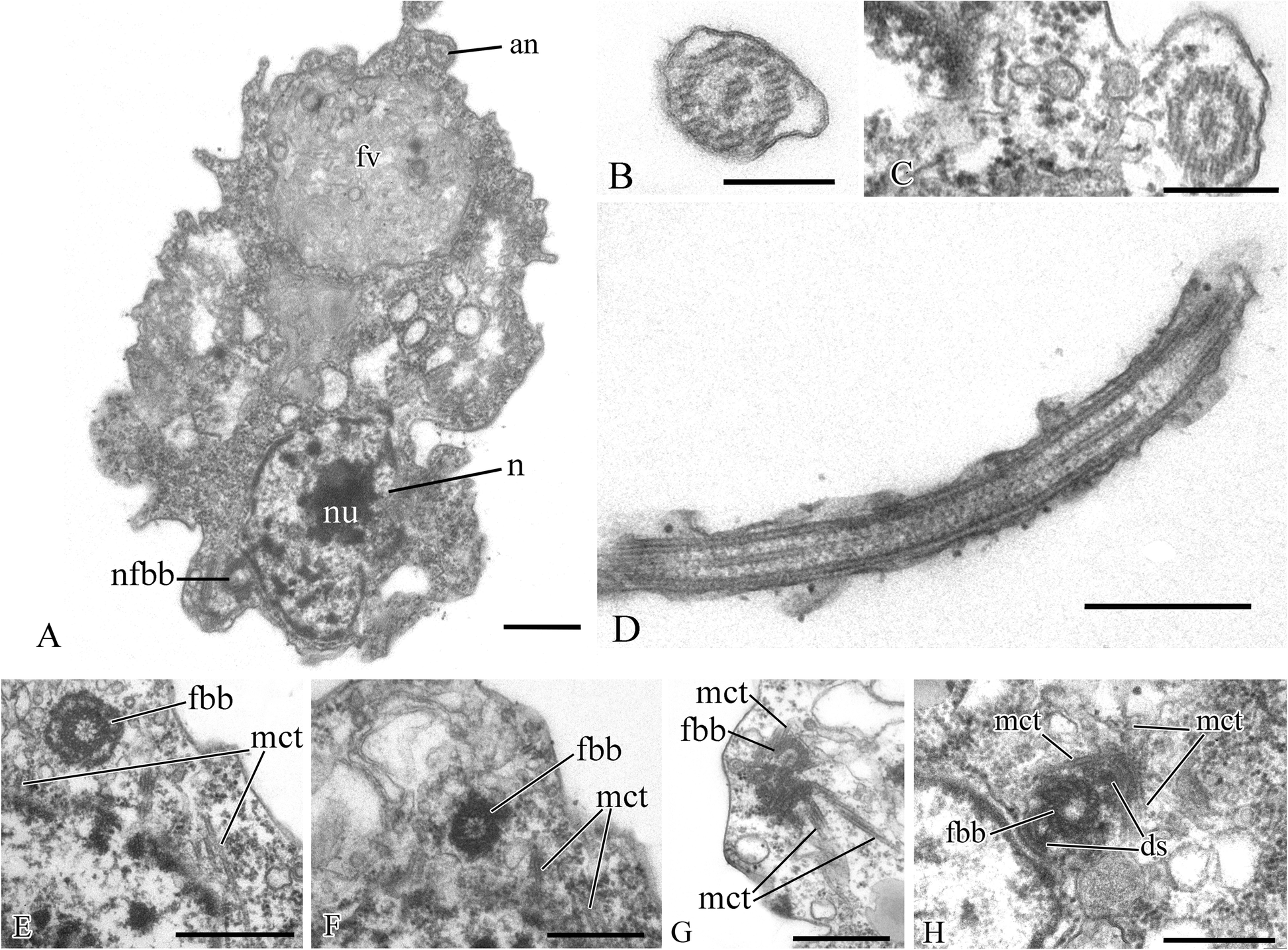
Gesamtansicht, Geißelstruktur und Geißelwurzelsystem[A. 11]
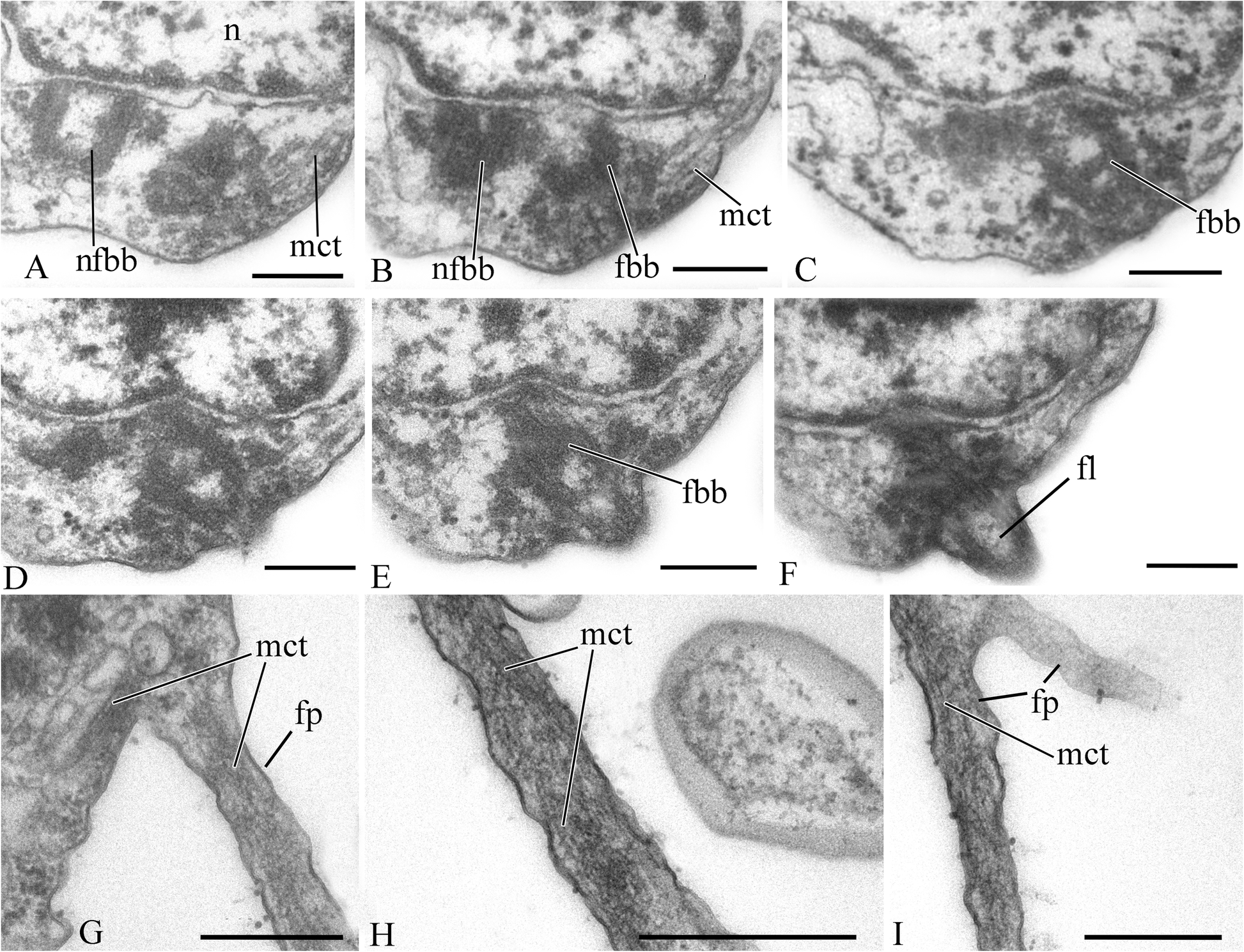
Anordnung der Basalkörper und Struktur der Filopodien[A. 12]